# Мезоскопічна фізика
Мезоскопічний — це термін, який вживають у фізиці для позначення фізичних систем, які мають проміжний розмір між мікроскопічним та макроскопічним. Це звичайно розміри порядку кількох нанометрів і системи з тисячами атомів.
Мезоскопічні системи втрачають частину мікроскопічних характеристик і квантових ефектів, але водночас число частинок у них не досить велике для того, щоб коректно працювала статистична фізика, яка успішно описує макроскопічні системи. На мезоскопічному рівні макроскопічні характеристики системи сильно флуктуюють.
В мезоскопіці принциповим є порівняння розміру системи з довжиною збою фази електрона. В системах, розмір яких не перевищує довжину збою фази, є необхідним розгляд інтерференції електронних хвиль, тобто ефекти слабкої локалізації та електрон-електронної взаємодії в мезоскопічній фізиці відіграють винятково важливу роль.